# 빅토리아 & 압둘
《빅토리아 & 압둘》(영어: Victoria & Abdul)은 2017년 공개된 영국과 미국의 전기 드라마 영화이다. 이 영화는 시라바니 바수가 집필한 영국 빅토리아 여왕과 인도의 이슬람교도 압둘 카림과의 관계를 그린 동일한 이름의 책을 바탕으로 한다. 1997년 영화 《미세스 브라운》의 비공식 속편으로 여겨지고 있다. 영화에는 주디 덴치, 알리 파잘, 마이클 갬본, 에디 이저드, 폴 히긴스, 마이클 갬본 등이 출연한다. 이 영화는 74회 베네치아 영화제에서 초연했으며, 2017년 9월 15일 영국, 9월 22일에는 미국에서 극장 공개되었다. 전 세계적으로 6천 5백만 달러 이상을 벌어 들였다.
제90회 아카데미상에서 의상상, 분장상 후보로 올랐으며, 제75회 골든 글로브상에서는 뮤지컬·코미디 부분 여우주연상 후보에 주디 덴치가 올랐다.

## 출연
- 주디 덴치 - 빅토리아 여왕 역
- 알리 파잘 - 압둘 카림 역
- 팀 피곳 스미스 - 헨리 폰슨비 역
- 에디 이저드 - 웨일스 공 앨버트 역
- 아딜 아크타르 - 모하메드 박쉬 역
- 마이클 갬본 - 솔즈베리 경 역
- 폴 히긴스 - 제1대 준남작 제임스 리드 경 역
- 올리비아 윌리암스 - 레이디 남작부인 제인 스펜서 역
- 페넬라 울가 - 해리엇 핍스 역
- 줄리안 워드험 - 앨릭 요크 역
- 로빈 소안즈 - 제1대 스탬포드햄 남작 아서 비그 역
- 사이먼 캘로우 - 자코모 푸치니 역
- 영국 공주 헬레나 역
- 조피 폰 프로이센 왕녀 역
- 조나단 하든 - 독일 황제 빌헬름 2세 역
- 라스코 앳킨스 - 여왕의 하인 역
- 벤자민 헤이그 - 페이지 보이 역
- 러스 맥케이브 - 턱 부인 역